# Clathria vacelettia
Clathria vacelettia är en svampdjursart som beskrevs av Hooper 1996. Clathria vacelettia ingår i släktet Clathria och familjen Microcionidae. Inga underarter finns listade i Catalogue of Life.